# Copa Brasil de Clubes de Futebol de Areia
A Copa Brasil de Clubes de Futebol de Areia é um torneio realizado pela Confederação Brasileira de Beach Soccer realizado pela primeira vez em 2011, na cidade de Manaus. Sua primeira edição teve como campeão o Botafogo. Seu último campeão foi o Sampaio Corrêa. O clube maranhense e o Vasco da Gama são os maiores vencedores da competição, com dois títulos cada. O campeão representa o país na Copa Libertadores de Futebol de Areia.

## História
A cidade de Manaus sediou a  primeira Copa Brasil de Clubes, realizada na arena do Centro Cultural dos Povos da Amazônia, e marcou história desde então, estabelecendo o novo recorde mundial de público da modalidade: 31.549 pessoas estiveram presentes para prestigiar o clássico Flamengo x Vasco da Gama, no dia 20 de maio de 2011. O ‘Gigante da Colina’, que contou com Edmundo, venceu por 4 a 3 em partida válida pela fase de classificação. 
Na decisão do campeonato, o Botafogo conquistou o título ao derrotar o Vasco da Gama por 8 a 3. Leandro (Botafogo) foi escolhido o ‘Melhor Goleiro’, André (Corinthians) ficou com o troféu de ‘Artilheiro’ (9 gols) e Juninho (Botafogo) foi eleito ‘Melhor Jogador’.
A segunda edição da Copa Brasil de Clubes de Futebol de Areia também foi realizada entre os dias 7 e 11 de Março numa arena montada no Centro Cultural Povos da Amazônia, Zona Sul da cidade de Manaus. Ao todo dez times participaram: o até então atual campeão Botafogo, Vasco da Gama, Flamengo, Cruzeiro, Sampaio Corrêa, Sport, Rio Branco-ES, Zico 10 e Manaus, além da seleção da Suíça.
O torneio contou com quebra de tabu (o Flamengo venceu pela primeira vez o Vasco da Gama na areia) e algumas surpresas. O detentor do título, o Botafogo, não conseguiu avançar além da fase de grupos e viu o Cruzeiro avançar as semi-finais como primeiro colocado do grupo. Além do Cruzeiro, outro time que surpreendeu foi o Sampaio Corrêa, que eliminou o Flamengo nas semi-finais. 
O 'Gigante da Colina' consagrou-se campeão ao vencer o Sampaio Corrêa pelo placar de 5 x 2, tendo perdido somente uma partida ao longo da competição. Cesinha (Vasco da Gama) foi escolhido o ‘Melhor Goleiro‘ e Mauricinho (Vasco da Gama) foi eleito o ‘Melhor Jogador‘ e o ‘Artilheiro‘ (6 gols).
Disputada entre os dias 15 e 19 de maio de 2013, em Manaus, a terceira edição da Copa Brasil reuniu dez clubes em busca do título nacional: Flamengo (RJ), Sport Recife (PE), Vasco da Gama (RJ), Sampaio Corrêa (MA), Botafogo (RJ), Avaí (SC), Desportiva (ES), Bahia (BA), Manaus FC (AM) e Fast (AM). O torneio serviu para o treinador da Seleção Júnior Negão escolher os jogadores que disputariam a Copa do Mundo no Taiti 2013.
O Flamengo venceu a final da competição, conquistando seu primeiro título ao bater o rival Sport na final por 3-2. Na disputa pelo terceiro lugar, o até então atual campeão Vasco da Gama venceu, por 6-5 o Sampaio Corrêa.
Última edição realizada em Manaus, a quarta edição deu-se entre os dias 26 e 30 de Março, na Praia de Ponta Negra. A competição teve um total de 16 jogos disputas com 144 gols marcados. A de equipes participantes foram: Vasco da Gama (RJ), Sport Recife (PE), Flamengo (RJ), Vilavelhense (ES), Manaus FC (AM), Sampaio Corrêa (MA), Botafogo (RJ), Avaí (SC), Vitória (BA) e Fluminense (RJ).
A competição  foi válida como a segunda etapa do Circuito Brasileiro de Clubes. O Vasco da Gama sagrou-se campeão ao vencer o Sport por 6 a 2 na final, tornando-se bicampeão do torneio e também da II Etapa do Circuito Brasileiro; o Flamengo contentou-se com o terceiro lugar ao bater o Vilavelhense por 4-3.
Após um ano de hiato, competição retornou em 2016, realizada entre os dias 4 e 8 de maio, desta vez na cidade de São Luís, na Arena Domingos Leal. Além da troca de sede, a edição contou com outra modificação, o número de equipes, reduzindo de dez para oito. Esta edição teve como campeão inédito o Sampaio Corrêa, tendo vencido o Espírito Santo na final; já o terceiro lugar foi obtido pelo Vasco da Gama sobre o Rio Branco-ES.

## Títulos

### Clubes
| Ordem | País                 | Medalha de ouro | Medalha de prata | Medalha de bronze | Total |
| ----- | -------------------- | --------------- | ---------------- | ----------------- | ----- |
| 1     | Vasco da Gama        | 2               | 1                | 3                 | 6     |
| 2     | Sampaio Corrêa       | 2               | 1                | 0                 | 3     |
| 3     | Flamengo             | 1               | 0                | 2                 | 3     |
| 4     | Botafogo             | 1               | 0                | 0                 | 1     |
| 5     | Sport do Recife      | 0               | 2                | 0                 | 2     |
| 6     | Espírito Santo       | 0               | 1                | 0                 | 1     |
| 7     | Corinthians Paulista | 0               | 0                | 1                 | 1     |

### Federações
| Ordem | País           | Medalha de ouro | Medalha de prata | Medalha de bronze | Total |
| ----- | -------------- | --------------- | ---------------- | ----------------- | ----- |
| 1     | Rio de Janeiro | 4               | 1                | 5                 | 10    |
| 2     | Maranhão       | 2               | 1                | 0                 | 3     |
| 3     | Pernambuco     | 0               | 2                | 0                 | 2     |
| 4     | Espírito Santo | 0               | 1                | 0                 | 1     |
| 4     | Bahia          | 0               | 1                | 0                 | 1     |
| 6     | São Paulo      | 0               | 0                | 1                 | 1     |